# Драгомирчани
Драгомирча́ни — село Івано-Франківської міської громади Івано-Франківського району Івано-Франківської області, розташоване над річкою Бистриця Солотвинська.

## Історія
Ймовірно, саме про Драгомирчани як село Нове на березі річки Мала Бистриця згадується у дарчій грамоті Драгомиру опольського князя Володислава 1378 року. Згадка про село Драгомирчани належить до 30 квітня 1378 р. і є такого змісту:
«В ім'я Отця і Сина і Святого Духа Амінь. Божою милістю ми, князь Володислав, Опольської землі господар Велунської землі, Руської землі господар і дідич природжений тим землям усім. Узрівши Семи вірну службу нам Драгомирову і Некрину, дали Семи їм два села на ім'я Старуня і друге село нове. А лежать тії села в Галицькій волості на річці Малій Бистриці. Село Старуню осадив Некрин батько — на пустині — то є село Некрино і братії його і дітей його.
А нове село Драгомирово і брата його Станка (від імені Станіслав, Станімир) і дітей їх.
А дали єсми їм ті села на віки з усім правом і панством, з усіма палатами (чиншами), пожитками, доходами, які споконвіку до тих сіл в їх межах прислушають (належать) з полем, з лісом, з соляним вікном і з річками. А то їм на віки належати має вольні — продати і замінити, віддати у свої лічні пожитки обернути.
А з тих сіл мають Драгомир і Некра (повне ім'я Некромир, Некрослав) з братією своєю і з дітьми мають служити нам і нашим намісникам трьома стрільцями. А на підтвердження такого листа(дарчої грамоти) веліли єсми привісити печать нашого великого князівства. А писана грамота у Львові, у неділю на кануні св. Пилипа, по Божому народженні у літо 1378… А при тому були свідки: пан Анріяш — староста Руської землі, пан Добеслав Халастра, пан Ходко Лоєвич, пан Васько Вочкович, пан Миско Таптюкович і інших панів до того ж багато було. Володислав, князь».
У документі недвозначно зазначено, що поселення нове, тобто нещодавно, десь тільки перед 1378 р. засноване і належить Драгомиру.
Село згадується в документах галицьких судів 4 лютого 1437 року. У податковому реєстрі 1515 року в селі документується піп (отже, уже тоді була церква) і 3 лани (близько 75 га) оброблюваної землі.
До 1772 було село в межах Речі Посполитої. У роки 1772—1918 село було під австрійським правом і було розташоване на території Королівства Галичини та Володимирії, на Станіславськім передмісті. Село було підпорядковане пошті в Богородчанах і мало греко-католику церкву, а римо-католицька парафія була в Крихівцях і в Лисцю. Табулярним власником був Рудольф граф Стадіон, а співвласник Томаш Конарський. У 1857 р.населення складалося із греко-католиків — 694 чол. католиків — 12 чол., ізраїльтян — 18 чол.; всього — 814 чол. Поступово населення зростало і за переписом 1821 р. в селі було 210 дворів і населення 1122 чол.; з них — чоловіків було 533, жінок — 589; за національністю поділялося населення так: поляків — 342, українців — 741, євреїв — 39 чол. А вже за переписом на 31.12.1890 числилось в селі 1123 чол. з них: чоловіків 578, жінок 545; за національністю: німців — 7 чол.. поляків — 255 чол., українців — 861.; всього було дворів 171; за релігійним віросповіданням населення поділялося на: римо-католиків — 165 чол., греко-католиків — 903 чол., ізраїльтян -55 чол.
24 липня 1917 року поблизу села — в Крихівцях відбулася битва.
У міжвоєнний період село Драгомирчани було ґміною у Станиславівському повіті в Польщі, а з 1 серпня 1934 його було включено у ґміну Лисець.
12 червня 2020 року на позачерговому засіданні Кабінету Міністрів України було прийнято адміністративні центри та затверджено території територіальних громад усіх областей з доопрацюванням. Згідно затвердженого проекту с.Драгомирчани було приєднано до Івано-Франківської об'єднаної територіальної громади.

## Населення

### Мова
Розподіл населення за рідною мовою за даними перепису 2001 року:
| Мова       | Кількість | Відсоток |
| ---------- | --------- | -------- |
| українська | 1621      | 99.64%   |
| російська  | 3         | 0.18%    |
| болгарська | 1         | 0.06%    |
| німецька   | 1         | 0.06%    |
| румунська  | 1         | 0.06%    |
| Усього     | 1627      | 100%     |

## Географічна характеристика села
Село розташоване на правому березі річки Бистриці Солотвинської, яка раніше була лісосплавна. По річці сплавляли ліс із Карпат до Дністра. Русло річки Бистриці перемістилось вправо, а разом перемістилось і село. Із переказів та з розповідей очевидців-старожилів відомо, що за останні два століття перемістилось майже на 1 км. Тому старого села і дороги, що проходить понад річкою від Богородчан до Княгинина немає.
Клімат був більше вологий і значна кількість землі не оброблялося, а була зайнята мокляками і болотами. Як розказують старожили, урочище крізь лози, де зараз сухі землі, не оброблялося, а було заросле лозами. На ті болота, через лози, виганяли пасти свиней, звідси і назва урочища «крізь лози».
В 1831 році на Прикарпатті поширилась холера, у результаті якої, вимерло 1∕4 населення села. Медичної допомоги на той час, ніякої не надавалося.
Існує до цього часу думка, що цвинтар, де ховали померлих від холери людей був окремо. І до цього часу це місце залишається ізольованим і на ньому ніхто не будує нових будинків, хоча до цвинтаря воно не належить.
Особливо важливими для села були 1890—1895 роки, які видалися дуже дощовитими і неврожайними.
Великої шкоди завдавали селу і постійні розливи річки Бистриці. Рівень води піднімався так високо, що затоплював не тільки дорогу на Богородчани і Княгинин, про яку вже згадувалося, але і селянські будівлі, хліви, загрожувала жителям.
З часом люди зовсім залишили цю територію і переселялися в глиб села, а частину води спрямували у Млинівку на якій було збудовано два млини, руїни яких збереглися до наших днів.

## Соціально-економічне становище села
В результаті першого поділу Польщі в 1772 році Прикарпаття і Галичина ввійшли до складу Австрії. Був проведений перший перепис населення 1773 році.
В селі було два цегельні заводи. Один з них знаходився у власності фільварку Рачинського (поляка); один працював до 1900 р., а другий до1914 р. Була ґуральня (спирт завод), яка виробляла спирт і дріжджі і була власністю угорського власника Чака, а пізніше продана Кріксфельду, зруйнована у 1915 р., частково відбудована після першої світової війни і остаточно зруйнована в часи німецької окупації. Лісопильний завод існував до 1942 р. Було в селі два млини. Проте, на всіх цих підприємствах працювало не багато людей, наприклад на спирт заводі — 30-40 чол., працювали по 12 год. за мізерну плату. До 1914 р. в селі була пекарня, 2 корчми, одна з яких існувала до І світової війни, а друга — до 1922 р. До часу заснування кооперацій в селі був фільварок на місці де зараз знаходиться колгоспний двір. Фільварок «розпарцельований» — (розпроданий) приблизно в 1907 р. колоністам-полякам, які приїхали із Заходу; землі тоді також були розпродані. Останнім управителем був Светличко. Значну частину фільварку і земель купив поміщик Добруцький, який жив в м. Станіславі і маєток якого розпроданий після І світової війни.
Під час панування панської Польщі майже все населення займалося сільським господарством, за винятком більшості польського населення, значна частина якого працювала на промислових підприємствах в м. Станіславі (в основному на залізниці). В цей час працювали два млини і лісопильний завод. В 1922 р. було відкрито кооперативну крамницю. Поряд з цим існувало ще 4 крамниці, дві з яких пивні (шинки).
Українці в селі жили дружно з іншими національностями, святкували релігійні та інші свята разом. Люди жили дещо краще, ніж за Австро-Угорщини, та це було спричинене підвищенням родючості полів а також покращенням агротехніки обробітку землі, яку населення перейняло від колоністів-поляків.
Більшу частину земель займали польські володіння; великим власником був Швайцер, у нього працювало багато селян.
Була також хата-читальня українців яка збудована у 30-х роках XX століття, дерево для будівництва якої надав Митрополит Андрей Шептицький а також і польський клуб. Основні прибутки жителів села були від сільського господарства — рослинництва і тваринництва (продаж молока в м. Станіславі).
Близько 15 % населення працювало на промислових підприємствах в м. Станіславі. Бідним і безпросвітним було життя селян, хати були покриті соломою, низькі, темні, яких жило по 8 — 10 чол., що сприяло розповсюдженню інфекційних хвороб.
Керував селом солтис (староста), який обирався в основному з поляків. Існували 2 школи — польська і українська — по 3 класи. В українській школі було приблизно 70 учнів, а в польській — 50. Більшу частину населення становили бідняки і середняки, які мали від 0,5 до 5 га. землі, а багаті люди мали від 5 до 20 га. землі кожний.
Під час І світової війни село переходило із рук в руки росіян і австрійців. Крім великої пожежі, коли згоріло майже все село (залишилось лише 9 хат), страшного поширення набув тиф, від якого померло багато людей. В 1919 р. вся територія була захоплена Польщею. Село відбудувалося, ґуральня була відбудована, але не працювала через домовленість із власником спиртовиробництва з Станіславова Гохманом та власником гуральні Нахманом якому станіславський власник платив відступне, остаточно гуральня була зруйнована в 50-х роках XX ст. Відновили свою роботу млин і пилорама.
В селі є дерев'яна церква Святого Миколая. Під час першої світової війни церква згоріла та невдовзі 1923 після війни була відбудована. 1964 році церква була закрита в церкві утворили склад зберігання солі який проіснував недовго. На даний час церква віднесена до пам'ятки архітектури (номер 974) Івано-Франківської області.
У селі був костел по вулиці яка зараз носить назву Надрічна. Костел було зруйновано після другої світової війни. Орган який знаходився в коселі перевезено до Станіслава.
В 1941 — 44 р. настав період німецького панування. В 1942 р. був великий голод; тоді вивозили багато людей в Німеччину (близько 100 чол.). особливо великих збитків зазнали жителі від гітлерівців в 1944 р. було зруйновано багато будинків, вигнано багато худоби до Німеччини.
У 1949 р. організовано колгосп: під назвою «Молода Гвардія» об'єднано 227 господарств. А жителі 125 господарств були зайняті на державних підприємствах. Поступово рівень життя покращувався: побудовано 108 нових будинків, село електрифіковане і радіофіковане; побудована 8-річна школа, де навчалося 264 дитини (У 1973 р.).

## Назви вулиць
| №  | Назва вулиці          | Попередня назва вулиць |
|    | діюча                 | (якщо була)            |
| -- | --------------------- | ---------------------- |
| 1  | Богдана Хмельницького |                        |
| 2  | Василя Стуса          |                        |
| 3  | Володимира Івасюка    |                        |
| 4  | Крихівецька           |                        |
| 5  | Лесі Українки         | Колгоспна              |
| 6  | Марійки Підгірянки    |                        |
| 7  | Миру                  |                        |
| 8  | Надрічна              | Лучко                  |
| 9  | Назарія Яремчука      |                        |
| 10 | Незалежності          |                        |
| 11 | Нова                  |                        |
| 12 | Проста                |                        |
| 13 | Сніжна                |                        |
| 14 | Сонячна               |                        |
| 15 | Староцерковна         | Лаврука                |
| 16 | Степана Бандери       |                        |
| 17 | Франка                |                        |
| 18 | Чорновола             | Галана                 |
| 19 | Шевченка              |                        |
| 20 | Шептицького           |                        |
| 21 | Шкільна               |                        |

## Народилися
- Стефан Левинський (1736—1806) — Луцький і Острозький унійний єпископ в 1797—1806 роках
- Юліян Сас-Кульчицький (1887—1946) — польський військовий, полковник
- Хороб Степан Іванович (1949) - український вчений-літературознавець.